# Liste d'uchronies dans les jeux vidéo
 (février 2023).
Si vous disposez d'ouvrages ou d'articles de référence ou si vous connaissez des sites web de qualité traitant du thème abordé ici, merci de compléter l'article en donnant les références utiles à sa vérifiabilité et en les liant à la section « Notes et références ».
L’uchronie est un thème récurrent dans les jeux vidéo. De nombreux simulateurs comme Civilization permettent de générer des situations uchroniques, en partie déterminées par les choix stratégiques du joueur.
Considéré sous un angle plus restrictif, le recours à l'uchronie constitue le ressort narratif fondamental de plusieurs univers virtuels.

## L'uchronie au fondement des jeux vidéo
Dans une conférence de 1991, Edmond Couchot établit que la plupart, sinon la totalité des jeux de simulation, sont « littéralement utopiques et uchroniques ». Par contraste avec la photographie ou le cinéma qui produisent un temps-mémoire immuable, les simulateurs informatiques s'inscrivent dans un espace « où tout est en transformation, en attente, en puissance ».
Dans sa synthèse sur l'uchronie, L'histoire revisitée, Éric B. Henriet reprend en partie la théorie de Couchot. Il distingue en effet les simulateurs d'uchronie, extrêmement nombreux, des jeux « reposant sur de réelles prémisses uchroniques ». De son point de vue, Civilization de Sid Meier constitue l'archétype du simulateur, produisant un vaste éventail de possibilités uchroniques vraisemblables : « jouant Montezuma et l'Empire aztèque, par exemple, un joueur habile n'aura aucun mal à conquérir l'Europe et à défaire l'union communiste de Staline ou la monarchie de la reine Victoria ». 
De même, dans Hearts of Iron 4, on peut parfaitement imaginer une France où la droite remporte les élections de 1936. On assiste alors à une inquiétante montée des ligues et à de violents combats de rue entre fascistes et communistes. Un conseil se réunit alors à Rambouillet et décide le rétablissement de la monarchie. La Constitution est révisée, et la loi d'exil abolie. Après de longues discussions, le Troisième Empire est proclamé et Napoléon VI monte sur le trône. Les Pays-Bas, la Belgique et le Luxembourg sont annexés. L'Allemagne d'Hitler est écrasée en une campagne-éclair avant qu'elle n'ait pu proclamer l'Anschluss et est alors divisée en plusieurs petits États (Wurtemberg, Saxe, Mecklembourg, Schleswig-Holstein, Bavière, Westphalie et Prusse) placés aux côtés de l'Autriche et de la Tchécoslovaquie sous protection française en une nouvelle Confédération du Rhin, la France faisant de la Moselle et de la Rhénanie de nouveaux départements. La communauté du jeu a également créé de nombreux mods qui se déroulent dans un monde uchronique. Le mod Kaiserreich imagine un monde où l’Allemagne gagne la Première guerre mondiale car les États Unis n’interviennent pas. La France et le Royaume Uni sont le théâtre de révolutions syndicalistes et leurs régimes s’enfuient en Algérie et au Canada respectivement. En Russie ce sont les russes blancs qui remportent la guerre civile, alors que les États-Unis sont eux aussi au bord de sombrer dans la guerre. Les Empires austro hongrois et ottomans survivent tant bien que mal, alors que l’Italie s’effondre entre syndicalistes, un état fantoche autrichien au Piémont-Lombardie, la monarchie en exil en Sardaigne, les états pontificaux et un royaume des deux-Siciles restauré.

## Les jeux vidéo strictement uchroniques
- Dans Life Is Strange, le personnage peut revenir dans le passé et créer ainsi plusieurs unchronies au cours de l'aventure.
- Dans la série de jeux Command & Conquer, la série Alerte Rouge se situe dans une uchronie : le point de divergence se trouve avant la Seconde Guerre mondiale. En fait, durant cette guerre, Albert Einstein, affligé par le carnage, invente une machine à remonter dans le temps, et va faire disparaître Hitler avant que ce dernier ne commence à avoir la moindre influence… Seulement, Hitler absent, cela laisse le champ libre à Staline, et pour finir l’axe du mal est communiste, et la Seconde Guerre mondiale a quand même lieu. Dans le troisième volet de la saga, ce sont les soviétiques qui, acculés par les alliés, décident de retourner dans le passé en 1905 et de tuer Albert Einstein (pour faire disparaitre la bombe atomique) durant une conférence. À leur retour, l'URSS est sur le point de vaincre les Alliés, lorsque l'Empire du Soleil Levant décide de s'en mêler…
- Dans la saga Battlezone, la découverte sous la présidence d'Eisenhower et de Khrouchtchev, d'un métal extraterrestre sur une météorite fait faire un bond technologique sans précédent aux deux grands blocs. Une guerre secrète pour le contrôle des gisements de ce métal a lieu à travers le système solaire.
- Dans BioShock Infinite, le protagoniste est Booker DeWitt dans un monde et Zachary Hale Comstock dans un autre. Ses choix le conduiront à une rencontre entre les deux personnages.
- Dans Resistance: Fall of Man, en 1951, la Terre est envahie par une race mutante, mi-humaine mi-alien, infectée par un virus appelé « Chimera ». Dans cet univers, le Bolchevisme a été renversé par les tsaristes en 1917 et la Seconde Guerre mondiale n’a jamais eu lieu. En 1953, les Chimères envahissent les États-Unis : c'est dans ce contexte que se place Resistance 2.
- Dans Iron Storm sorti en 2002 sur PC puis en 2004 sur PS2 (renommé World War Zero: Iron Storm), le jeu nous place en 1964, alors que la Première Guerre mondiale dure toujours, opposant en Europe une Fédération européenne à un Empire Russo-Mongol dirigé par un personnage fictif très fortement inspiré par Roman von Ungern-Sternberg sur une ligne de front identique au tracé du rideau de fer.
- Dans Maniac Mansion: Day of the Tentacle, dans la tradition des point & click, le joueur est amené à naviguer entre les trois époques et les trois personnages pour débloquer les puzzles et faire avancer l’intrigue, modifiant ainsi le passé, le présent et le futur sans vergogne sur fond d’Histoire américaine.
- Dans Ring of Red, le Japon ne se rend pas en 1945 en recevant la bombe mais est envahi. Comme la Corée, il est divisé en deux par la Guerre froide, en un Japon du nord et un Japon du sud, paire de pays qui s’affrontent avec des tanks équipés de jambes…
- Dans Turning Point: Fall of Liberty, l’Allemagne nazie a définitivement remporté la guerre en Europe, les États-Unis étant restés dans une position isolationniste. Ayant les mains libres sur le vieux continent, Hitler lance alors l’invasion des États-Unis par l’attaque surprise de New York.
- Dans Freedom Fighters, l’URSS ne s’effondre pas en 1991. Les Soviétiques envahissent les États-Unis au début des années 2000, en commençant par New York. La résistance s’organise.
- Dans World in Conflict, acculés par l'effondrement de leur économie, les Soviétiques envahissent l'Europe de l’Ouest en 1988, puis s'attaquent à l'Amérique en prenant Seattle par surprise en 1989. La 3e guerre mondiale commence.
- Les jeux de stratégie tels que Civilization (série), Imperialism, la série des Total War, Europa Universalis IV, Victoria II, Crusader Kings II ou Heart of Iron IV, en donnant au joueur le contrôle du développement d'une nation sur une très longue période, permettent de créer des uchronies. Certains mods sur ces jeux sont également des uchronies. On retrouve ainsi le mod Kaiserreich, où l'Allemagne remporte la première guerre mondiale, à la suite d'une neutralité américaine durant la guerre. L'Allemagne s'étend en Afrique et en Europe de l'Est. La France, la Grande Bretagne et l'Italie tombent aux mains de révolutions syndicalistes, et leurs gouvernements s'exilent au Canada, en Algérie et en Sardaigne respectivement. Les empires ottomans et austro-hongrois survivent. Les Etats-Unis sont dans une profonde crise économique,
- Le jeu vidéo Rush for Berlin comprend une campagne uchronique secrète car si les campagnes Soviétique et Française sont celles qui se sont vraiment ou partiellement passées, la campagne Américaine si elle est menée à terme, permettent à ceux-ci d'arriver à Berlin avant les Soviétiques et dans la campagne Allemande l'attentat contre Hitler réussi, les Allemands libres de la folie du dictateur parviennent à repousser les Alliés et les Russes aboutissant à un armistice entre l'Axe et les Alliés qui rétablit l'Allemagne dans ses frontières de 1935. Son extension Rush for the Bomb présente la situation suivante : en 1943 les Allemands perdent tous leurs chargements d'eau lourde ce qui les amènera à violer la neutralité de l'Espagne pour voler les plans de la bombe atomique aux Alliés.
- Dans WarFront - Turning Point, Hitler a été renversé et tué au début de la guerre remplacé un nouveau chancelier appelé « Le Leader » qui dirigera mieux l'Allemagne, l'invasion de l'Angleterre est un succès, un mouvement de résistance contre le Leader se formera et il s'alliera avec les Alliés et les Russes pour renverser les Nazis, une fois les Nazis renversés Staline voit une occasion de s'emparer de l'Europe et donc trahit les Alliés et les résistants Allemands lors d'un traité de Paix à Berlin, dès lors les Alliés et les Allemands s'unissent et s'arrêteront que lorsqu'ils marcheront sur la Place Rouge.
- Dans Crimson Skies, la révolution automobile des années 1930 est remplacée par une révolution aérienne mettant en scène des zeppelins gigantesques et des appareils à hélice extravagants.
- Le RPG Chrono Cross propose d'alterner entre deux mondes avec le fameux « point de divergence » ayant entrainé une évolution différente de l'Histoire.
- Dans le mode bonus des jeux vidéo Call of Duty: World at War et Call of Duty: Black Ops, il faut tuer des zombies créés par le groupe 935, groupe de scientifiques alliés aux nazis, devant leur fournir des wunderwaffen et des soldats invincibles. L'invasion des zombies commence en 1945 et les quatre héros se téléportent dans le temps en ayant toujours à combattre ce problème de zombie qui s'aggrave de plus en plus.
- Dans la série de jeux Fallout, le transistor n'a pas été découvert en 1947, entraînant une divergence dans l'Histoire. Bien que l'apocalypse nucléaire ait lieu en l'année 2077, l'inexistence de cette invention explique l'absence à cette période d'ordinateurs personnels au profit de terminaux cathodiques, ainsi que l'utilisation de bandes holographiques comme moyen de stockage de données.
- Dans le jeu S.T.A.L.K.E.R.: Shadow of Chernobyl, Tchernobyl a subi une seconde explosion en 2006. La Zone commence à se modifier avec l'apparition d'étranges phénomènes puis quelques années après, de nouvelles créatures nées des radiations. Elle devient un endroit particulièrement dangereux où des aventuriers nommés stalkers vont chercher des artefacts pour les revendre aux plus offrants. Le jeu se déroule en 2012 et l'on y incarne l'un de ces stalkers.
- Dans le jeu Wolfenstein: The New Order et sa suite Wolfenstein II: The New Colossus, les nazis ont gagné la Seconde Guerre mondiale, la bombe atomique y est lancée sur New York. Les nazis ont développé de nouvelles armes surpuissantes de haute technologie et étendent leur force sur le monde entier. De plus, le Crime contre l'humanité n'a pas été incriminé[Quoi ?] et la Central Intelligence Agency n'a pas été créée.
- Dans le DLC « La tyrannie du roi Washington » du jeu Assassin's Creed III, George Washington est devenu un roi tyran après avoir pris le pouvoir de la pomme d'Eden (élément fictif donnant de puissants pouvoirs à son possesseur).
- Dans le jeu Titanic : Une aventure hors du temps, le héros doit changer les événements de l'histoire avant que la révolution russe et les 2 guerres mondiales n'arrivent.
- Dans le jeu The Order 1886, les Chevaliers de la Table Ronde vivent toujours et mènent l’enquête dans un Londres victorien et steampunk.
- Dans le jeu Steelrising, le joueur incarnera un automate qui devra protéger Marie-Antoinette d'un Louis XVI tyrannique, en pleine Révolution française dans une ambiance steampunk.
- Dans le jeu Criminal Case: Travel in Time de la saga Criminal Case, il y a de l'uchronie dans certain scènes de crime comme Napoléon Bonaparte tué par Lafayette, Jules César tué par Pamiu et Cléopâtre coupable de meurtre de Mark Antoine et elle se suicide.
- Dans le jeu Prey, le président Kennedy a survécu à son assassinat et a même entamé un second mandat où il collabore avec les Soviétiques pour la construction d'une station spatiale.
- Dans le jeu Vampyr (2018), l'action se déroule en 1918 à Londres lors de la pandémie de grippe espagnole. Dans cette œuvre, la pandémie est intimement liée au vampirisme qui ronge l'Angleterre.
- Dans le jeu Cyberpunk 2077, l'action se déroule dans le futur en 2077 mais où les États-Unis se sont effondrés dans les années 90 à la suite de plusieurs incidents nucléaires, d'un crash économique important et la prise de contrôle des ressources et administrations fédérales par les méga-corporations.